# 雷歐 (吉祥物)
雷歐（日语： LEO */?）為日本職棒埼玉西武獅的吉祥物。

## 特徵
- 角色原創於手塚治虫的動漫作品《小獅王》為大眾所知曉。[2]
- 1978年為西武俱樂部所採用，之後又設計出其妹萊娜。
- 誕生日為12月5日。